# Il ragazzo dal kimono d'oro 6
Il ragazzo dal kimono d'oro 6 è un film per la televisione del 1996 prodotto e diretto da Fabrizio De Angelis, il sesto e ultimo della serie iniziata con Il ragazzo dal kimono d'oro (1987).
Il film presenta una trama alternativa a quella della serie televisiva del 1992, ignorandone gli accadimenti.

## Trama
Leo e altri compagni universitari organizzano una vacanza in Grecia. Ad Atene, Leo viene truffato dall'astuto Jorgo, un ragazzo della città. Rimasti senza denaro e senza biglietto di ritorno, i cinque amici orchestrano un modo per trovare soldi. Alla fine Larry, il ragazzo dal kimono d'oro, si troverà a dover affrontare un campione di karate greco.

## Produzione
Le riprese si svolsero in Grecia: tra i luoghi vi furono l'isola di Idra e Atene (comprese alcune scene nei pressi dell'acropoli).

## Distribuzione
Prodotto nel 1993, se ne riscontra una prima trasmissione in prima serata su Odeon TV il 9 luglio 1996. Venne distribuito internazionalmente col titolo Karate Warrior 6.
È stato distribuito in DVD dalla Avo Film nel marzo 2004.